# Briant
Briant este o comună în departamentul Saône-et-Loire, Franța. În 2009 avea o populație de 227 de locuitori.

## Evoluția populației
| An        | 1975 | 1982 | 1990 | 1999 | 2006 | 2009 |
| --------- | ---- | ---- | ---- | ---- | ---- | ---- |
| Populație | 264  | 265  | 225  | 206  | 211  | 227  |